# Pterichis
Pterichis là một chi thực vật có hoa trong họ, Orchidaceae.